# Nick Jr.
Nick Jr. és un canal de televisió de pagament nord-americà derivat del bloc de programació de llarga durada del mateix nom de Nickelodeon. El canal es va llançar el 28 de setembre de 2009 i s'adreça principalment a nens en edat preescolar. La seva programació inclou una barreja de programació produïda originalment, juntament amb sèries del bloc de dies laborables de Nickelodeon.

## Història
Als Estats Units d'Amèrica, els programes preescolars a Nickelodeon eren molt populars a finals dels anys vuitanta. Aleshores, el 29 de febrer de 1988, es va crear un bloc a Nickelodeon, conegut com a Nick Jr., per al públic preescolar, separant-lo així de la programació de Nickelodeon, que està pensada per a un públic preadolescent. En altres paraules, Nick Jr. és Nickelodeon per als més petits de la casa.

## Sèries emeses
- Abby Hatcher
- Baby Shark's Big Show![1]
- Barney & Friends
- Blaze and the Monster Machines
- Blue's Clues[2]
- Blue's Clues & You!
- Bob, el manetes
- Bossy Bear[3]
- Blue's Room
- Bubble Guppies
- Butterbean's Café
- Corn & Peg
- David el Gnomo
- Deer Squad
- Dora and Friends: Into the City!
- Dora l'exploradora[4]
- Fresh Beat Band of Spies
- Go, Diego, Go!
- LazyTown - Vilamandra
- Little Charmers
- Max & Ruby
- Nella the Princess Knight
- Ni Hao, Kai-Lan
- PAW Patrol[5]
- Pepa, la porqueta[6]
- Peter Rabbit
- Rusty Rivets
- Sam el bomber
- Santiago of the Seas
- Shimmer and Shine
- Sunny Day
- Team Umizoomi
- Teletubbies
- The Backyardigans
- The Fresh Beat Band
- Top Wing
- Wallykazam!
- Wonder Pets!
- Wow! Wow! Wubbzy!